# CanalWeb
 (janvier 2022).
Si vous disposez d'ouvrages ou d'articles de référence ou si vous connaissez des sites web de qualité traitant du thème abordé ici, merci de compléter l'article en donnant les références utiles à sa vérifiabilité et en les liant à la section « Notes et références ».
 (janvier 2022).
CanalWeb est une plate-forme de télévision interactive (WebTV) et numérique française lancée en juillet 1998, créée à initiative de Jacques Rosselin et disparue le 30 avril 2002. 
CanalWeb a été pionnière en Europe en tant qu'opérateur de télévision sur Internet. 
Le pari ambitieux de Jacques Rosselin a été de diffuser 90 % de ses programmes en direct et de promouvoir une toute nouvelle génération de producteurs et d'animateurs. 

## Histoire de la chaîne
En septembre 1997, Jacques Rosselin, créateur de Courrier International, lance une lettre d'information bimensuelle, sur la convergence entre la télévision et les ordinateurs baptisée CanalWeb, en association avec un pionnier du minitel, François de Valence, dans les locaux d'Arboreal (web agency). En juillet 1998, 26 numéros plus tard, Arboreal est absorbé par CanalWeb, formant l'équipe techniques de CanalWeb avec Romain Gires (directeur technique), Patrick vallée (directeur éditorial), David Suze (EncodeurMan) et Johann Goutard (Graphiste) puis Aldo Chehab (développeur), Christian Van der Borght (directeur de production).
CanalWeb a produit dans ses studios plus de 8 000 heures de programmes dans des domaines très variés, allant des échecs au court métrage en passant par la pêche à la ligne. Ses programmes, le plus souvent d'un format « talk-show » d'une demi-heure ou d'une heure, étaient accessibles en direct et à la demande. Ses programmes les plus populaires étaient Diagonale (aujourd'hui réincarné en DiagonaleTV), un programme consacré aux échecs et, surtout, La Grand-Messe, seule émission quotidienne, animée par Stéphane de Rosnay, qui recevait des leaders politiques.
CanalWeb a créé deux filiales étrangères au printemps 2000, l'une en Allemagne et l'autre en Espagne avec Ovideo, opérateur de Barcelone TV (BTV). 
CanalWeb a également créé en 1999 une web-télévision sur les courses hippiques ((Paris-Turf Live)) ou une web-télé financière avec la Cote Bleue, TVBourse.net et, en 2000, TVWeb Régions, un réseau de télévisions locales sur le Net avec plusieurs quotidiens de la presse régionale : TVWeb33 avec Sud-Ouest (CanalWeb a également été un actionnaire fondateur de la chaîne locale TV7 Bordeaux), TVWeb Midi avec la Dépêche du Midi, TVWeb Bretagne avec Le Télégramme et TVWebTours avec la Nouvelle République.
En mai 2000, CanalWeb lance également la télévision participative avec le lancement de TéléPerso, qui permettait à tout un chacun de mettre sa vidéo en ligne sur le site. Hélas, à l'époque, sans ADSL, le téléchargement était plus complexe et le vidéaste devait le plus souvent envoyer sa cassette par la poste. 
Juste avant la disparition du site, des programmes humoristiques étaient présentés par Alessandro Di Sarno, devenu depuis un célèbre animateur télé en Italie.
Alors que la bulle spéculative autour des nouvelles technologies de l'information menace d'éclater, en juillet 2001, un partenaire financier nommé Galileo, refusant de souscrire à une augmentation de capital, déclenche une réaction en chaîne des autres actionnaires, qui se solde par un dépôt de bilan, quinze jours après les attentats du 11 septembre.
La société est mise en redressement judiciaire en février 2002 et doit abandonner l'ensemble de ses activités de production le 30 avril 2002.

## Mais c’était quoi CanalWeb?
Conversation téléphonique avec Jacques Rosselin et Isabelle Repiton de La Tribune
Jacques Rosselin, fondateur et président de CanalWeb, filmé lors d'une conversation téléphonique avec Isabelle Repiton de La Tribune, où il détaille l'historique de Canal Web, sa naissance, son développement, les raisons de sa fin précoce et imméritée.
Filmé dans les studios de CanalWeb, rue d'Ouradour sur Glane (sic) 75015 Paris le 2 mai 2002.
Un film de Vittorio E. Pisu

## L'équipe fondatrice
- Président du Directoire : Jacques Rosselin
- Président du conseil de surveillance : Jean-Francis Bretelle
- Direction technique et Production : Romain Gires
- Informatique : Aldo Chehab
- Production : Patrick Vallée
- Prospective haut-débit : Christian Van der Borght
- Direction commerciale : Béatrice Lecacheux
- International : Denis Fortier
- Administration & Finances : Philippe Valachs

## Programmes
Parmi le bouquet de programmes disponibles sur CanalWeb, on pouvait retrouver :
- Érotisme avec Brigitte Lahaie
- Courses hippiques avec Patrick Lanabère
- JVTV (jeux vidéo) avec Sébastien Lubrano
- Multimedia Live produit et animé par Alexandre Ibka
- Chasses aux trésor avec Pol Wens
- Smooth Jazz avec Richard Benhaïm
- TopTapasTV (cuisine) avec Carmen Gresa[4].
- ‘’Kamtchaka’’ sports de glisses avec Sébastien Mathiot
- Musique des Antilles avec Charlie
- Country avec George Lang
- International en partenariat avec Le Monde diplomatique
- TéléCrash 2000 avec Laurent Laurent, qui fit la une du Wall Street Journal Europe grâce à son émission.
- La découverte des nouvelles technologies, Up&Net avec Alexandre Ibka
- Vega TV, rencontres musicales, interviews d'artistes, retransmissions de concerts live, reportages sur des styles variés, pop, rock, raggae, produit et présenté par Ludovic Pierre Cohen Skalli, animé par des chroniqueurs de talent, Gregoire Fossier, Julie Hervé, Julien Pénégry, Pierre-Laurent Barneron.

mais aussi 
- 2 poids 2 mesures
- 2100 tv
- 2d+3
- Acthéa
- Artistes, dites-vous ?
- Barrio latino
- Bio tv
- Bluegrass
- Blues tv
- Bridge tv
- Brigitte lahaie show
- Crooner's club
- Dart'art
- Diagonale
- Diagonale la leçon
- Electroxstatic
- Fenêtre sur l'Europe
- Florathérapiee
- Grek frite
- Gt racing
- India tv
- Jardinternet
- Jazz'in
- Jvtv
- Jazy lounge
- ‘’ Kamtchaka’’
- L'eau à la bouche
- Legalweb
- Les mercredis de l'express
- Les pétitions en ligne
- Macha web show
- Mémoires actives
- Msf
- Mutant show
- New country
- Noveco
- Opus tv
- Outdoor experience
- Paris turf live
- Passé présent
- Roller tv
- Rsf tv
- Sagas d'entreprises
- Salsa tv
- Shandra
- Sos racisme
- Special guest
- Spoutnik (victorio pisu)
- Start-up generation
- Survolt
- Tatami
- Téléboud'chou
- Thésaurus
- TopTapasTV
- Yekrik yekrak
- Asie web

Également, de nombreux talks shows avec Pierre Botton, Valéry Bollier, Stéphane de Rosnay.
Stéphane de Rosnay, par ailleurs directeur de l'information, animait quotidiennement La Grand-Messe.
"Le Champ Urbain", première TV européenne d'architecture, paysage et art urbain, constituée de monographies d'architectes français et étrangers tel que Bernard Huet, Jean Nouvel, David Mangin, Manolo Nunez, James Turrel, etc. et 
"SPOUTHIK" (prononcez Spoutnik) actualités de la création contemporaine, consacrée au départ aux pays de l'Est européen puis élargissant sont champ d'investigation à toutes les formes de création contemporaine (littéraire, musicale, plastique et événementielle), en créant un format inédit constitué de la visite de l'atelier d'un artiste plasticien en un seul plan séquence de 15 minutes et successivement sa confrontation en studio avec un artiste d'une autre discipline (théâtre comique, littérature, musique contemporaine, variété, etc.). 
Ces deux émissions diffusées à partir d'avril 1999 ont totalisé plus de 285 titres. 
Produites par UNISVERS Division Multimédia de P.R.V. S.A. elles ont été créées, organisée et animées par son directeur Vittorio E. Pisu, qui a aussi réalisé toutes les prises de vues extérieures et leur montage.
On lui doit aussi la création de 
"Solo Opéra" une émission consacrée à l'art lyrique qui a débuté en octobre 1999, tout d'abord comme un déjeuner à base de champagne et de sushi dans un palais imaginaire à Venise. Grâce à la "magie" de l'incrustation numérique les fonds d'image étaient constitués par les photos de la maquette du "Palazzo A Venezia", projet d'un palais que Vittorio E. Pisu, en sa qualité d'architecte avait présenté à la Biennal de Venise, invité à participer à la requalification du Pont de l'Accademia.
Ce déjeuner, le premier dans l'histoire de la télévision, auquel Vittorio E. Pisu conviait des sopranos, des directeurs d'orchestre, des compositeurs et des metteurs en scène d'opéra, se prolongea en s'invitant dans les festivals lyriques en France (Orange, Aix, Saint-Ceré, Avignon, etc.) au travers de captations des spectacles et d'interviews des protagonistes, cette émissions a produits 98 titres.

Parmi les personnages qui ont participé à ces émissions on peut citer Julia Migenes, Teresa Berganza, Peter Sellars, Kahja Saahryao, Peter Mussback, Jérôme Savary, etc.

Vittorio E. Pisu étant Sarde, il a aussi créé une émission sur l'art et la culture de la Sardaigne sous le titre de 
"Sardonia" du nom d'une de ces nombreuses associations culturelles, qui a été diffusée en italien, et dans laquelle il a été jusqu'à inviter le Saint patron Efisio Stratilate, chrétien et martyr, dont la commémoration de son intercession pour la levée de la peste au XVIIe siècle a lieu tous les ans dans la ville de Cagliari le 1er mai.

Au total Vittorio E. Pisu a produit, diffusé et animé plus de 395 émissions sous quatre titre différents.
Il a aussi été plusieurs fois invité de l'émissions Alessandro 10/18 à laquelle il a participé en diffusant des images tournées lors de ses nombreux voyages, en Hollande, Belgique et Italie.
La dernière émission en direct, Sarno 10/18 fut présentée par Alessandro Di Sarno.
Multimédia Live (MML), “l’émission qui met le multimédia au cœur de l’image”, est le premier programme uniquement consacré au multimédia diffusé en direct sur Canal Web. Créé en 2000, produit et présenté en direct par Alexandre Ibka, ce programme de 59 minutes a été diffusé chaque semaine jusqu’au dépôt de bilan de Canal Web. Multimédia Live couvrait, de manière ludique et décalée, l'actualité des nouvelles  technologies en France et dans le monde : internet, jeux-vidéo, création, productivité, monde numérique mais pas seulement.

### Animateurs et producteurs
- Stéphane de Rosnay
- Valéry Bollier
- Alessandro Di Sarno
- Stig Legrand [chat en direct]
- Vittorio E. Pisu
- Alexandre Ibka
- Carmen Gires Gresa
- Xavier Faltot (Pure Tv)

## Diffusion
La diffusion était effectuée en streaming depuis le site de CanalWeb.net

## Canalweblite - Player video/vodgrand public
Canalweblite était une application permettant de composer ses propres grilles d'émissions, en piochant parmi les centaines disponibles au sein de bouquets thématiques ou régionaux (Canlwezb.net, TVBourse.net, TVWebRégions, etc.). Canalweblite installait automatiquement les extensions logicielles nécessaires à la réception des programmes de télévision par Internet. Son interface était simple d'emploi, et sa prise en main rapide. En outre, une alerte prévenait l'utilisateur dès que les émissions qui l'intéressent était sur le point d'être diffusées en direct.